# Relaciones Argentina-Portugal
Las relaciones Argentina–Portugal se refiere a las relaciones bilaterales entre la República Argentina y la República Portuguesa. Ambas naciones son miembros de las Naciones Unidas y de la Organización de Estados Iberoamericanos para la Educación, la Ciencia y la Cultura.

## Historia
En 1512, el explorador portugués, João de Lisboa, llegó y exploró el Río de la Plata, y fue tan al sur como el actual Golfo San Matías. Varias otras exploraciones portuguesas navegarían a lo largo del Río de la Plata y se encontrarían con otras partes de la Argentina actual. En julio de 1816, el Gobierno portugués con sede en Río de Janeiro, Brasil; se convirtió en el primer país en reconocer la independencia de la Argentina de España. En agosto de 1852, se firmó un Tratado de Amistad, Comercio y Navegación entre Argentina y Portugal. Poco después, algunos inmigrantes portugueses llegaron y se establecieron en Argentina, sin embargo, Argentina nunca recibió un gran número de inmigrantes portugueses, ya que prefería emigrar a Brasil, que es una nación de habla portuguesa.
El 23 de octubre de 1910, Argentina reconoció a la República portuguesa poco después del comienzo de la Revolución portuguesa. En junio de 1947, la primera dama de Argentina, Eva Perón, visitó Portugal como parte de su Gira del Arco Iris. En julio de 1997, el Primer ministro portugués, António Guterres, realizó una visita oficial a la Argentina, convirtiéndose en el primer jefe de Estado portugués en hacerlo. En octubre de 1998, el presidente argentino, Carlos Menem, realizó una visita a Portugal para asistir a la VIII Cumbre Iberoamericana en Oporto. Ha habido varias visitas de alto nivel entre líderes de ambas naciones desde las visitas iniciales.
En 2019, la Unión Europea (lo cual incluye a Portugal) y Mercosur (lo cual incluye a la Argentina) finalizaron un acuerdo de libre comercio. En diciembre de 2019, el ministro de Relaciones Exteriores de Portugal, Augusto Santos Silva, realizó una visita a la Argentina para asistir a la investidura del presidente Alberto Fernández.

## Visitas de alto nivel

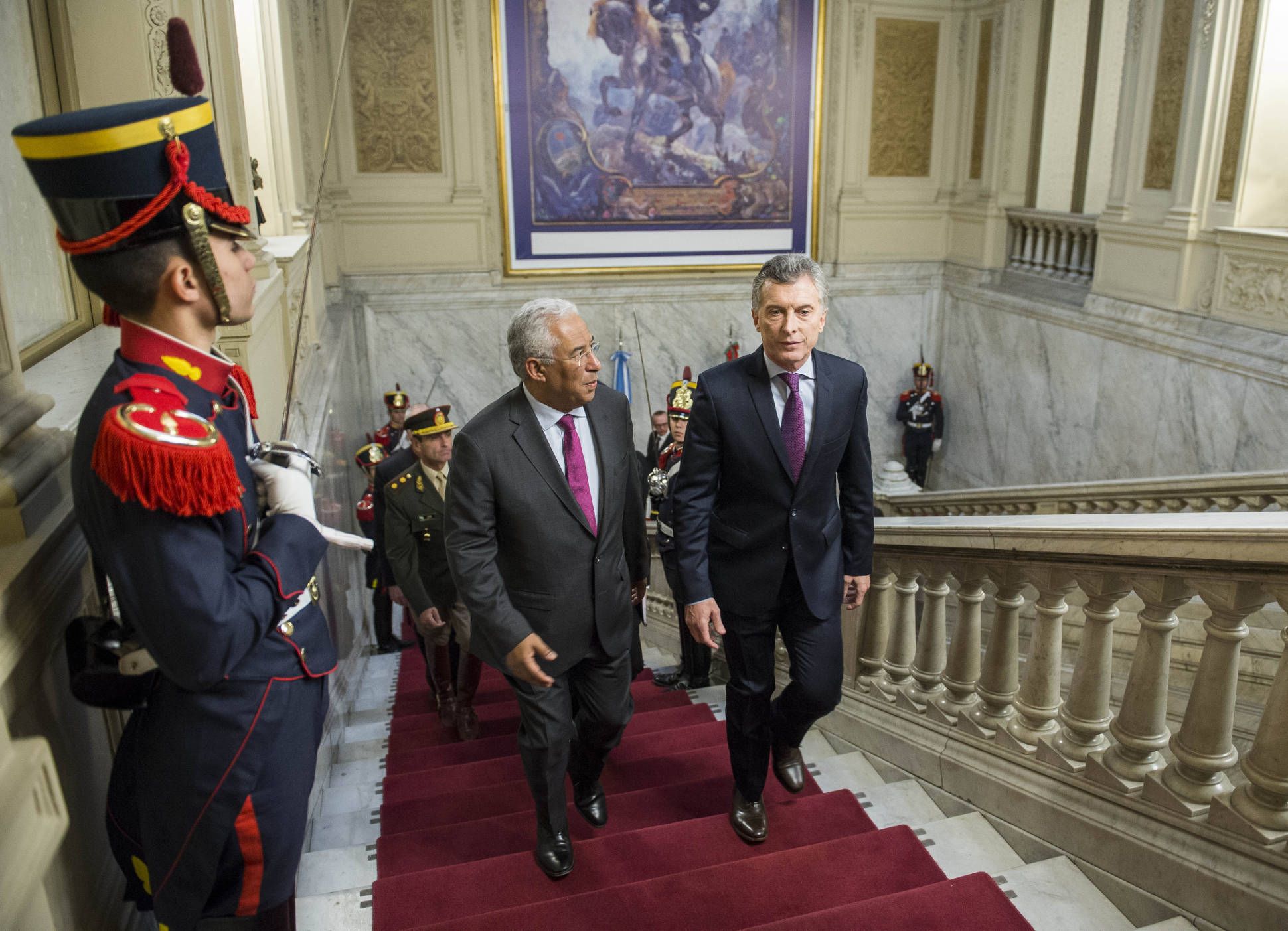
El presidente argentino Mauricio Macri con el primer ministro portugués António Costa en Buenos Aires; junio de 2017

Visitas de alto nivel de la Argentina a Portugal
- Primera dama Eva Perón (1947)
- Presidente Carlos Menem (1998)
- Presidente Cristina Fernández de Kirchner (2009)
- Ministro de Relaciones Exteriores Héctor Timerman (2015)

Visitas de alto nivel de Portugal a la Argentina
- Presidente Mário Soares (1995)
- Primer ministro António Guterres (1997)
- Primer ministro José Sócrates (2010)
- Primer ministro António Costa (2017)
- Ministro de Relaciones Exteriores Augusto Santos Silva (2019)

## Acuerdos bilaterales
Ambas naciones han firmado varios acuerdos bilaterales, como un Tratado de Amistad, Comercio y Navegación; Acuerdo de Comercio, Cooperación Económica y Técnica; Acuerdo sobre la Promoción y Protección Recíproca de Inversiones; Acuerdo de cooperación en la prevención del tráfico ilícito de estupefacientes y sustancias psicotrópicas; Acuerdo de Cooperación Turística; Acuerdo sobre el ejercicio de actividades remuneradas por personas dependientes de miembros del personal diplomático, consular, administrativo y técnico; Acuerdo de Cooperación Científica y Tecnológica; Acuerdo en Materia Penal y Ayuda Judicial Mutua; Memorando de Entendimiento entre el Ministerio de Defensa Nacional de Portugal y el Ministerio de Defensa de la Argentina; Memorando de Entendimiento entre el Ministerio de Relaciones Exteriores de Portugal y el Ministerio de Relaciones Exteriores de la Argentina sobre consultas políticas; Memorando de Entendimiento entre el Ministerio de Medio Ambiente, Planificación Territorial y Desarrollo Regional de Portugal y el Ministerio de Medio Ambiente y Desarrollo de la Argentina en el área de Alteraciones; Acuerdo sobre transporte aéreo; Tratado de Extradición; Memorando de Entendimiento entre el Ministerio de Justicia de Portugal y el Ministerio de Justicia de la Argentina; Memorando de Entendimiento entre el Ministerio de Educación y Ciencia de Portugal y el Ministerio de Ciencia y Tecnología de la Argentina en el ámbito de la Cooperación Científica y Tecnológica; Acuerdo de Seguridad Social; y un Acuerdo de Cooperación Cultural.

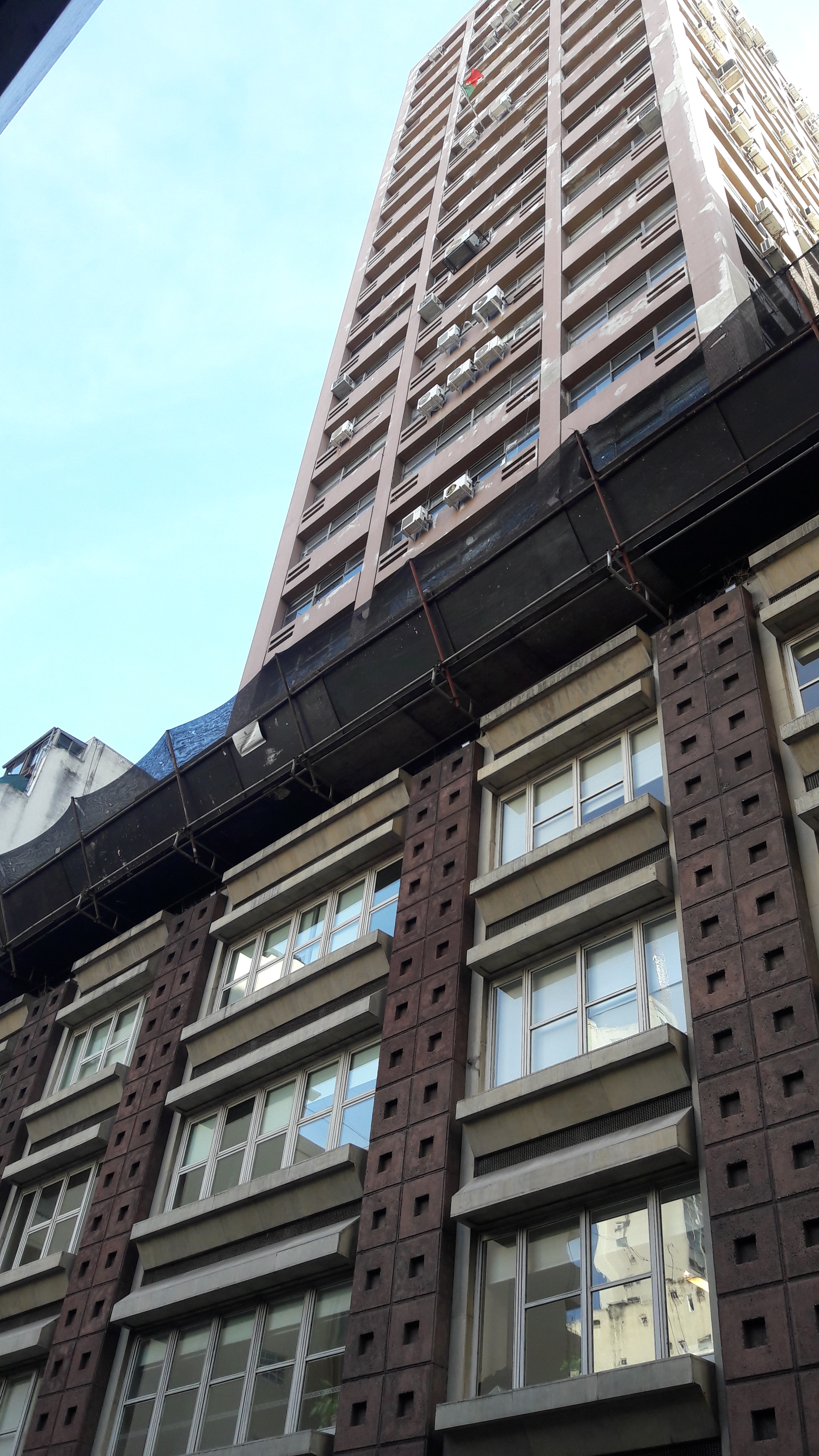
Embajada de Portugal en Buenos Aires

## Misiones diplomáticas residentes
- Argentina tiene una embajada en Lisboa.[7]
- Portugal tiene una embajada en Buenos Aires.[8]